# Szabad Egyetem
 (avril 2019).

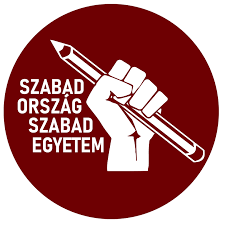
Symbole de l'Université Libre (Szabad Egyetem) inspiré des mouvements étudiants québécois et français. Le slogan Szabad Ország Szabad Egyetem est le slogan du mouvement étudiant hongrois contemporain et signifie Pays Libre Université Libre.

L'Université Libre (Szabad Egyetem) est un mouvement étudiant fondé en novembre 2018 pour protester contre de nombreuses mesures gouvernementales dans le secteur de l'enseignement supérieur hongrois (Lex CEU, retrait de l'accréditation des études de genre, restrictions budgétaires, censure et réformes à l'Académie hongroise des sciences, privatisation de l'Université Corvinus).

## Histoire
Après une manifestation organisée le 24 novembre 2018, les étudiants de Szabad Egyetem ont occupé la place Kossuth devant le Parlement hongrois. Protestant contre des mesures restreignant la liberté d’éducation et de recherche du gouvernement hongrois, ils y ont organisé une Université Libre sous tentes pendant une semaine. Le but était de dénoncer ces restrictions et de mettre de la pression sur le gouvernement de Viktor Orbán à une semaine de l'ultimatum donné par l'Université d'Europe centrale, menacée de fermeture par les autorités
Si le mouvement était surtout mené à l'origine par des étudiants de l'Université d'Europe centrale, il a aussi établi des liens avec les étudiants, professeurs et chercheurs des autres institutions hongroises. En décembre 2018, Szabad Egyetem s'est jointe aux travailleurs touchés par la loi dite escalavagiste et a participé à la vague de manifestations anti-gouvernementales de l'hiver 2018-2019.
En février et mars 2019, les activistes de Szabad Egyetem se sont joints aux manifestations en faveur de l'Académie hongroise des sciences, visée par une réforme gouvernementale qui démantèlerait l'institution en plus de limiter son autonomie budgétaire.